# Армстронг Тауншип (округ Лайкомінг, Пенсільванія)
Армстронг Тауншип (англ. Armstrong Township) — селище (англ. township) в США, в окрузі Лайкомінг штату Пенсільванія. Населення — 686 осіб (2020).

## Демографія
Згідно з переписом 2010 року, у селищі мешкала 681 особа в 280 домогосподарствах у складі 193 родин. Було 299 помешкань
Расовий склад населення:
| - 98,5 % — білих - 0,7 % — азіатів |

До двох чи більше рас належало 0,6 %. Частка іспаномовних становила 1,2 % від усіх жителів.
За віковим діапазоном населення розподілялося таким чином: 21,6 % — особи молодші 18 років, 62,8 % — особи у віці 18—64 років, 15,6 % — особи у віці 65 років та старші. Медіана віку мешканця становила 45,4 року. На 100 осіб жіночої статі у селищі припадало 109,5 чоловіків;  на 100 жінок у віці від 18 років та старших — 105,4 чоловіків також старших 18 років.
Середній дохід на одне домашнє господарство  становив 70 204 долари США (медіана — 57 500), а середній дохід на одну сім'ю — 81 882 долари (медіана — 68 264). Медіана доходів становила 50 250 доларів для чоловіків та 27 273 долари для жінок. За межею бідності перебувало 9,4 % осіб, у тому числі 12,6 % дітей у віці до 18 років та 10,0 % осіб у віці 65 років та старших.
Цивільне працевлаштоване населення становило 377 осіб. Основні галузі зайнятості: освіта, охорона здоров'я та соціальна допомога — 28,4 %, виробництво — 24,9 %, роздрібна торгівля — 8,2 %, будівництво — 8,0 %.